# Antirouille
Pour les articles homonymes, voir Antirouille (homonymie).
Un antirouille est un produit traitant et/ou protégeant contre la rouille.

## Application
La peinture antirouille peut être cuite après application.

## Controverses
Certains produits antirouille utilisent du plomb, déclaré comme toxique. Certains objets comme les abreuvoirs doivent recevoir des produits antirouilles capables de résister aux pH compris entre 6 et 12.